# 合苞铁线莲
合苞铁线莲（学名：Clematis napaulensis），为毛茛科铁线莲属下的一个种。

## 扩展阅读
維基物種上的相關：合苞铁线莲